# Os Flagelados do Vento Leste
Os Flagelados do Vento Leste és una novel·la publicada el 1960 per l'escriptor capverdià Manuel Lopes. La novel·la va ser guardonada amb el premi Meio Milénio do Achamento das Ilhas de Cabo Verde. L'obra va ser adaptada en una pel·lícula dirigida per António Faria el 1987.